# Monumento agli Eroi dell'Armata Rossa (Vienna)
Il Monumento di guerra sovietico di Vienna, più formalmente conosciuto come Heldendenkmal der Roten Armee (in italiano: Monumento agli Eroi dell’Armata Rossa) si trova a Schwarzenbergplatz. Il colonnato semicircolare in marmo bianco che racchiude parzialmente una figura di dodici metri di un soldato dell'Armata Rossa è stato inaugurato nel 1945. Il monumento degli eroi dell'Armata Rossa a Vienna fu costruito per commemorare i 17.000 soldati sovietici uccisi in azione durante l'offensiva di Vienna durante la seconda guerra mondiale.

## Storia
Nei mesi finali della seconda guerra mondiale, le forze sovietiche del 3º Fronte ucraino guidate dal maresciallo Fëdor Ivanovič Tolbuchin, furono in grado, dopo la caduta di Budapest e la fallita controffensiva tedesca del Balaton, di sferrare l'offensiva finale verso l'Austria e la vecchia capitale Vienna. La battaglia per la città ebbe inizio il 2 aprile 1945: dopo intensi combattimenti urbani contro le truppe tedesche della Wehrmacht e delle Waffen-SS, Vienna fu completamente liberata dalle forze sovietiche il 13 aprile 1945.
Le forze dell'Armata Rossa, cercarono di accerchiare completamente la città manovrando verso sud-ovest, ovest e nord-est di Vienna; quindi sferrarono l'attacco principale da sud e dovettero superare l'aspra resistenza soprattutto dei reparti Waffen-SS che difesero l'area centrale del Ring e poi ripiegarono verso nord in un'ultima testa di ponte a sud del Danubio prima di ritirarsi definitivamente facendo saltare tutti i ponti sul fiume tranne il Reichsbrücke, abbandonando completamente la città.

## Costruzione
La creazione di una "Commissione alleata per l'Austria" era stata prevista dai capi Alleati nelle varie sessioni della European Advisory Commission. L'accordo stabiliva la creazione di quattro zone di occupazione (statunitense, britannica, francese e sovietica) a Vienna, simile a Berlino. Per il monumento fu scelta una posizione di rilievo nella 3ª circoscrizione vicino al Palazzo Schwarzenberg, la quale si imponeva sulla vista della posizione usata dai quattro alleati per governare Vienna. I prigionieri di guerra tedeschi e operai edili austriaci furono impiegati per costruire il sito di 280 metri quadrati.
Il memoriale include un arco di trionfo ed è dominato dalla figura di un soldato sovietico con un mitra PPSh-41 sul petto, in cima ad un piedistallo di 12 metri. Il soldato indossa un elmo dorato, tiene una bandiera e l'emblema dell'Unione Sovietica anch'essi dorati.
Sull'altro lato posteriore del piedistallo vi è inciso:
Dalle mura di Stalingrado, siete venuti a Vienna,

Per la felicità del popolo avete dato la vita

Lontani dalla terra natia sovietica.

Gloria a voi - coraggiosi

Guerrieri russi!

L'immortalità sorge su di voi.

Valorosamente caduti

Dormite tranquilli

Il popolo non vi dimenticherà mai!»

Monumento agli Eroi dell’Armata Rossa
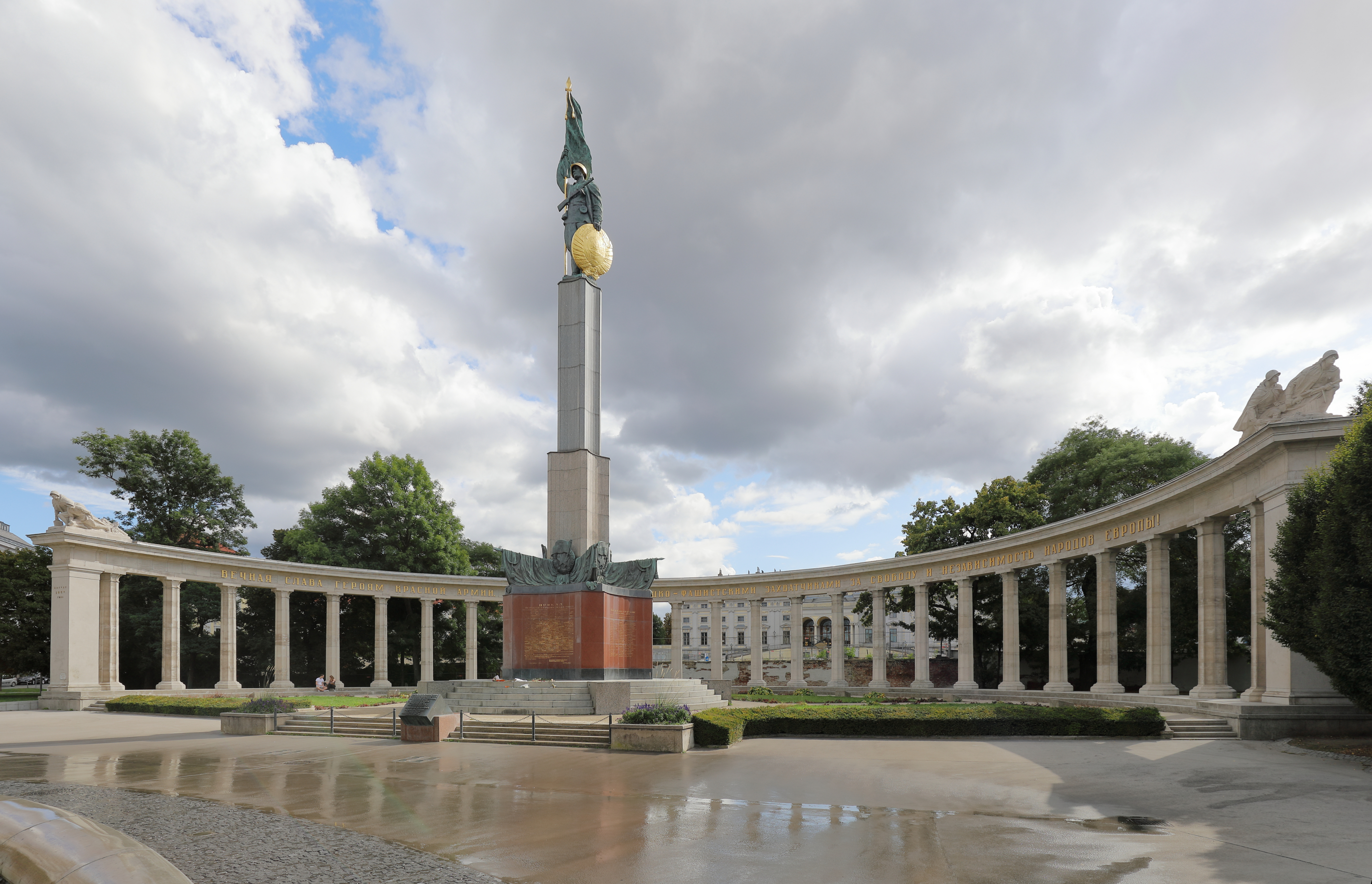
Immagine panoramica del memoriale
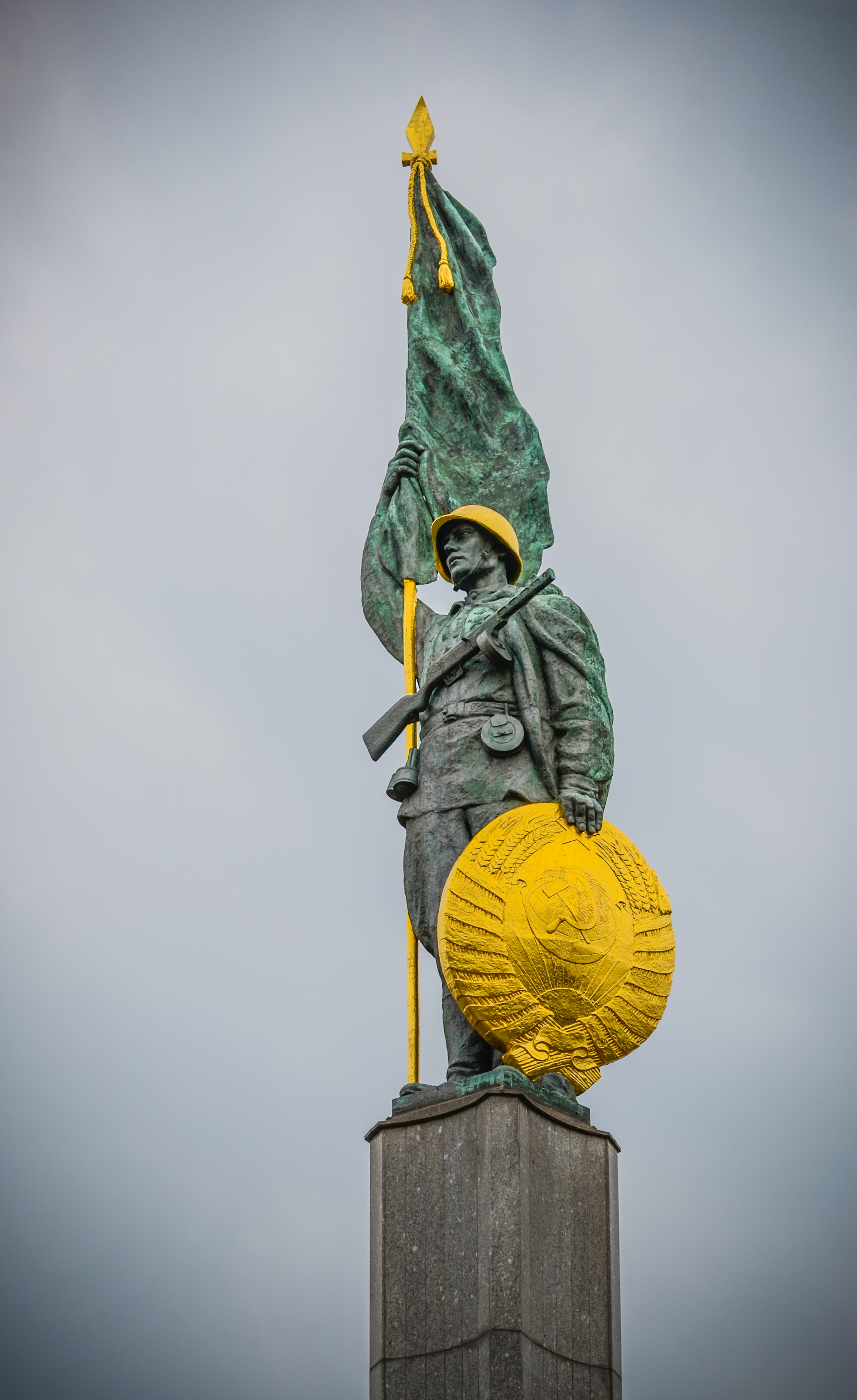
Statua del soldato sovietico
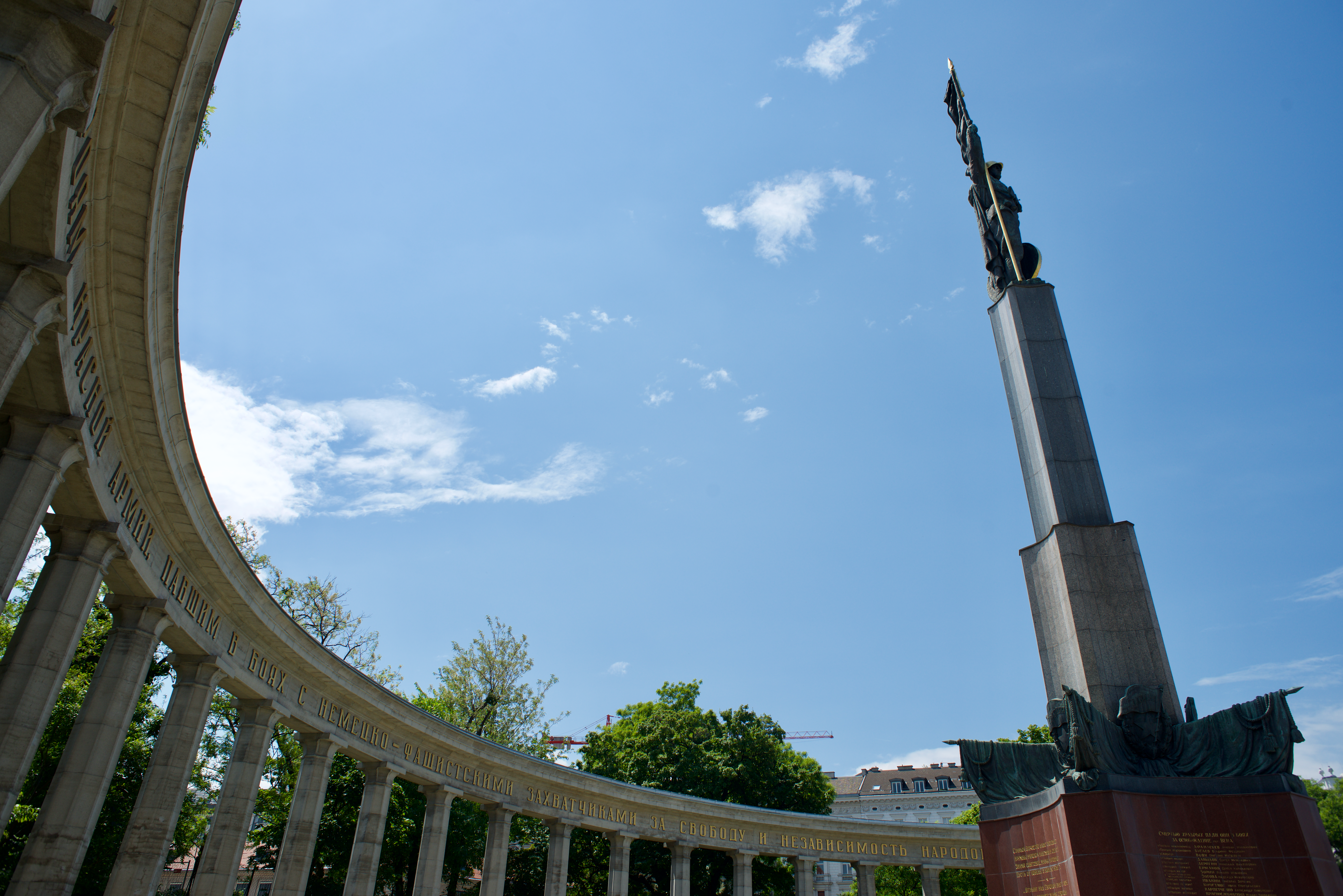
Colonnato semicircolare
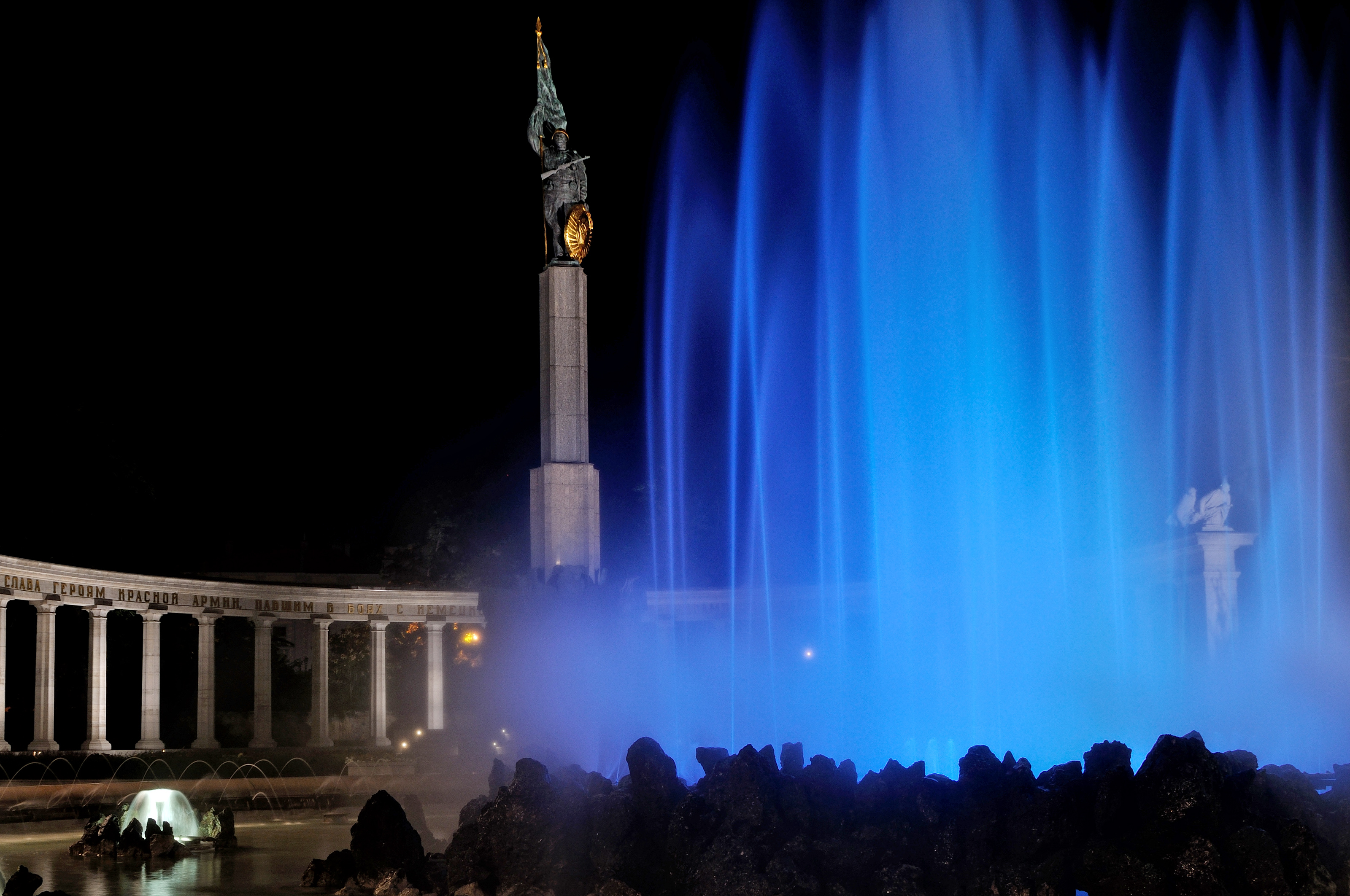
Fontana blu
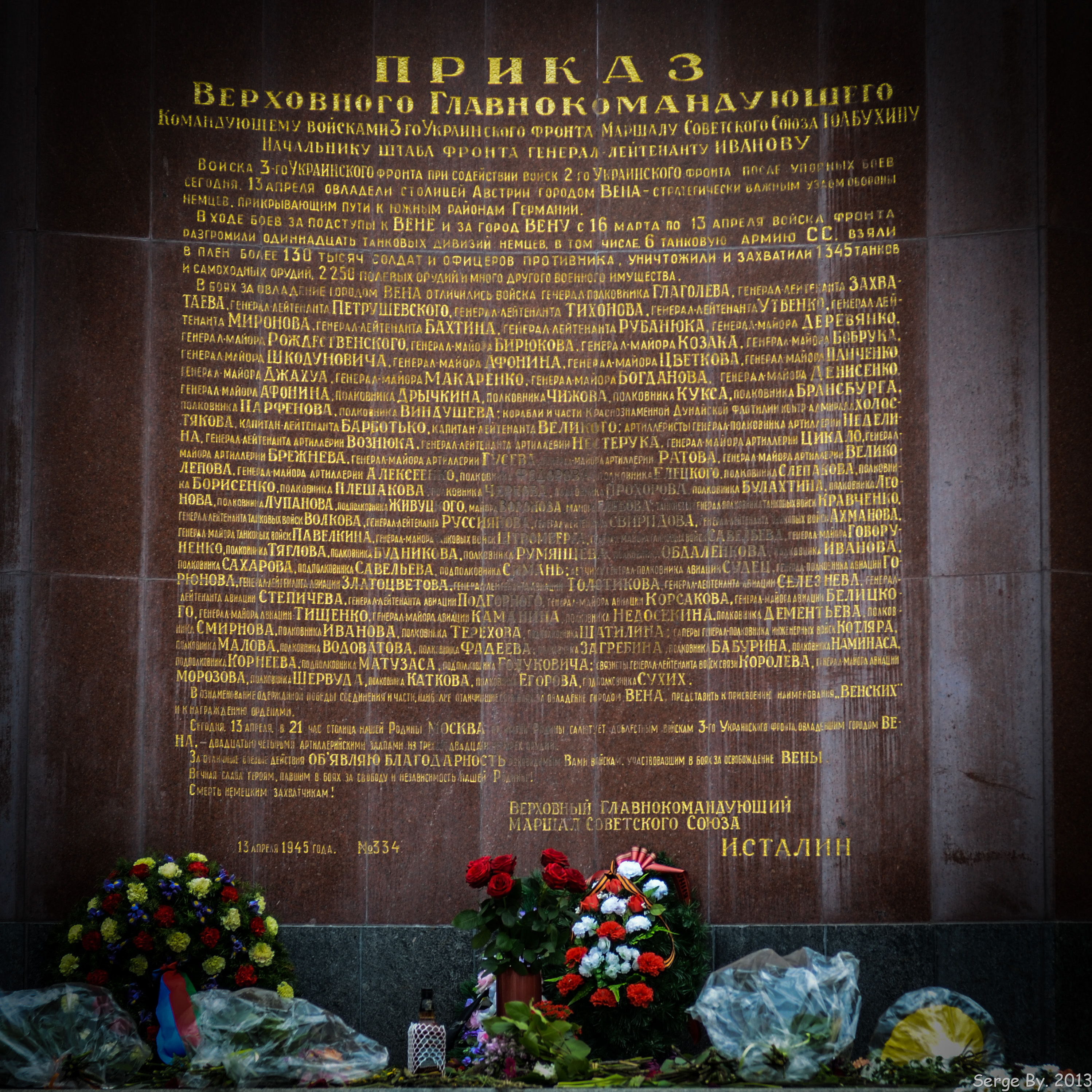
Scritta frontale con un ordine di Iosif Stalin del 13 aprile 1945
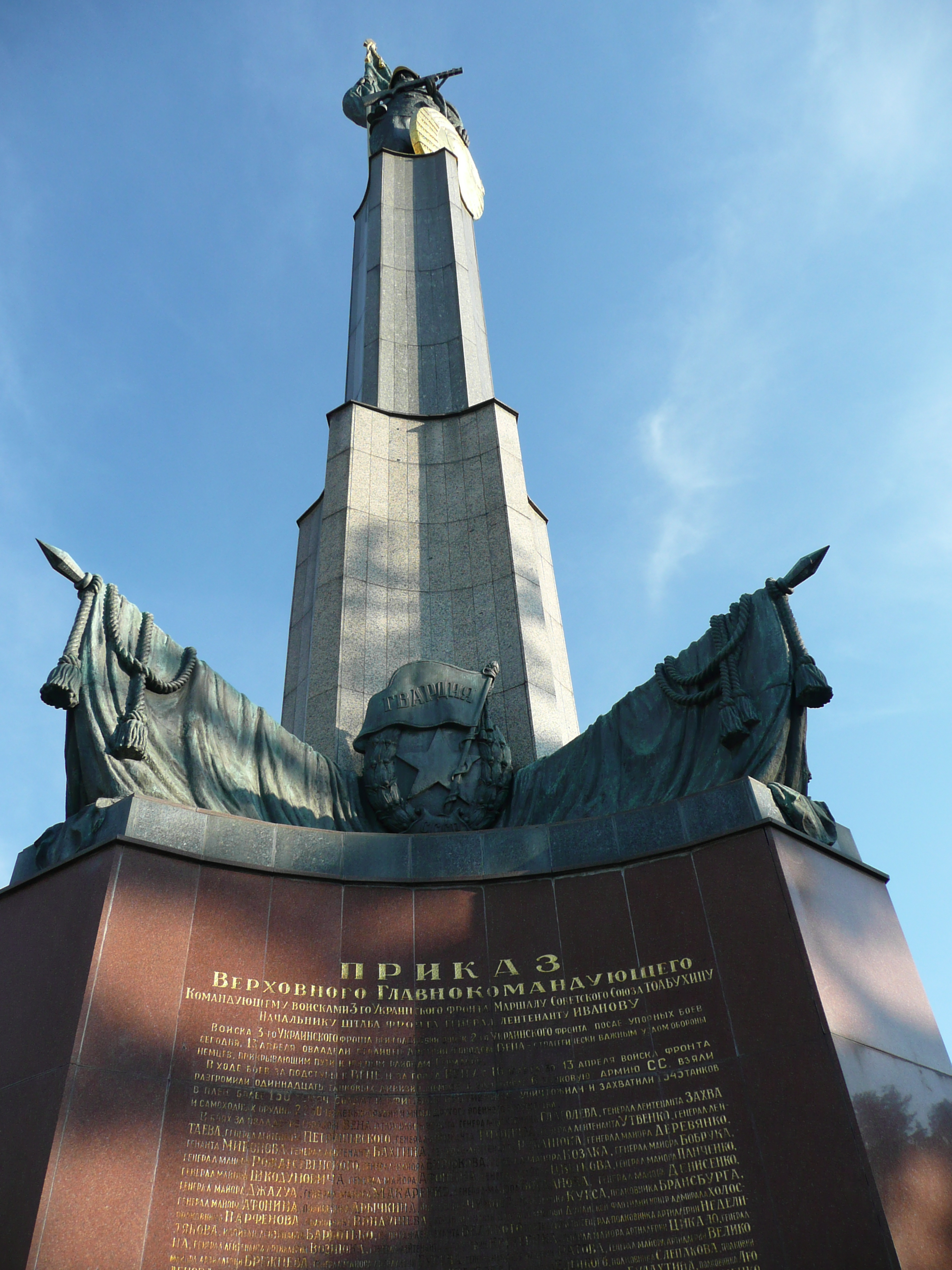
Vista dal basso
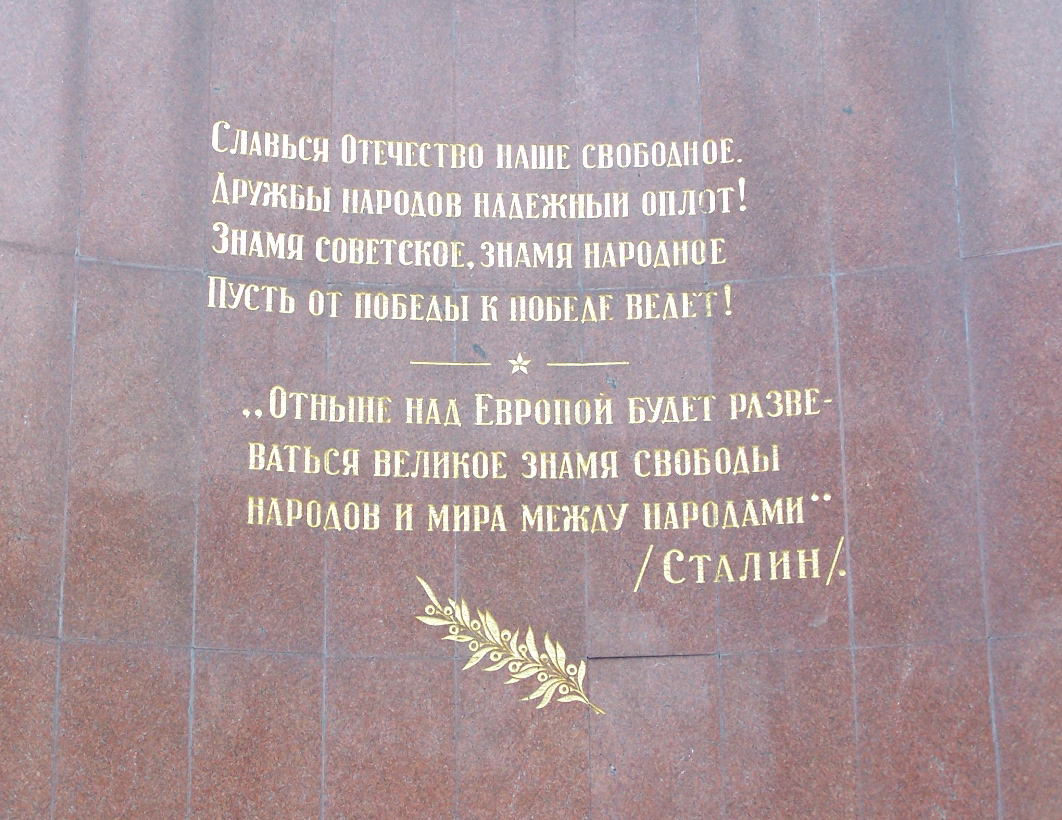
Nella parte superiore un estratto dell'inno dell'URSS, in quella inferiore un estratto di un appello di Iosif Stalin del 9 maggio 1945
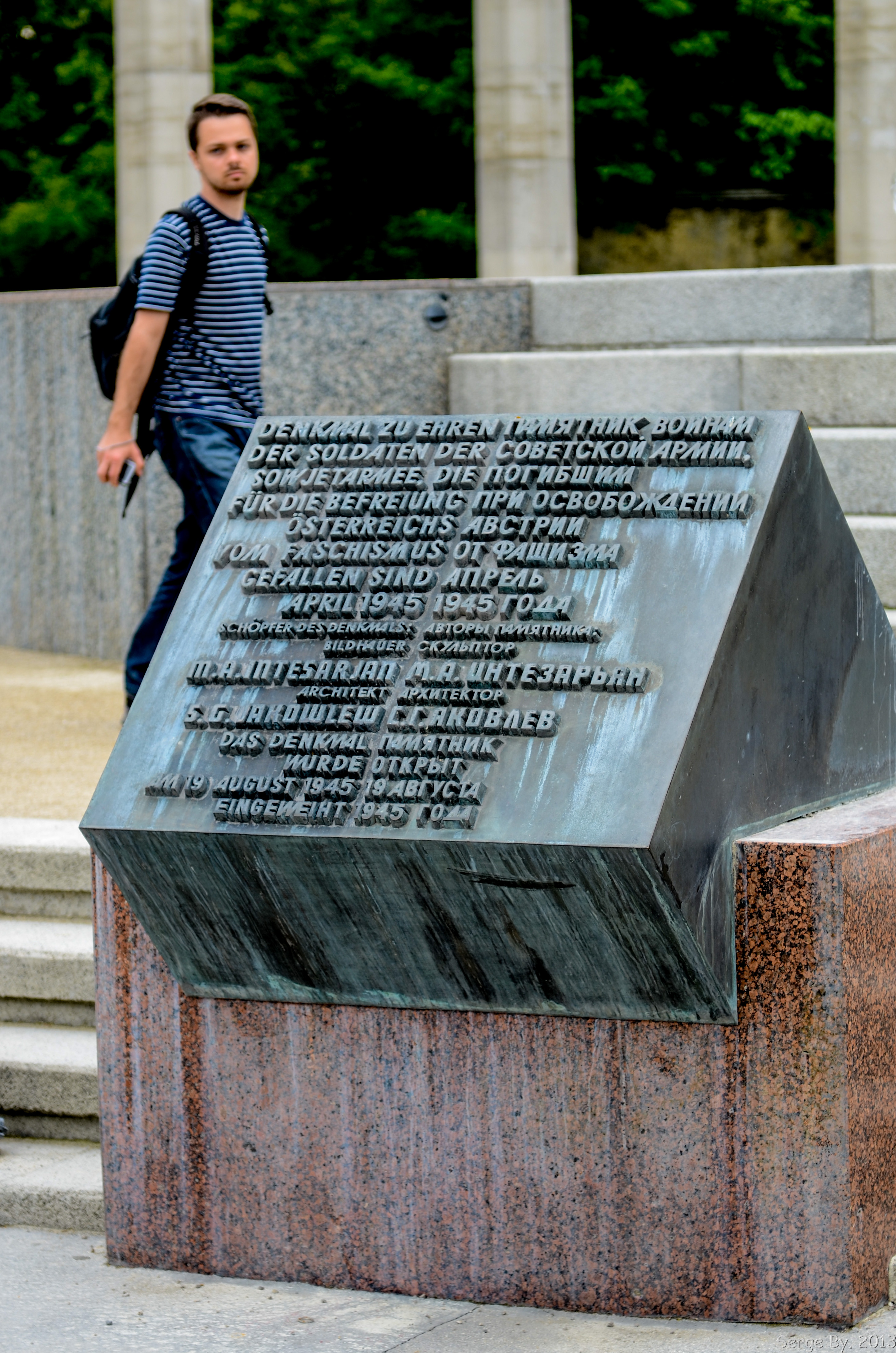
Scritte sulla parte frontale
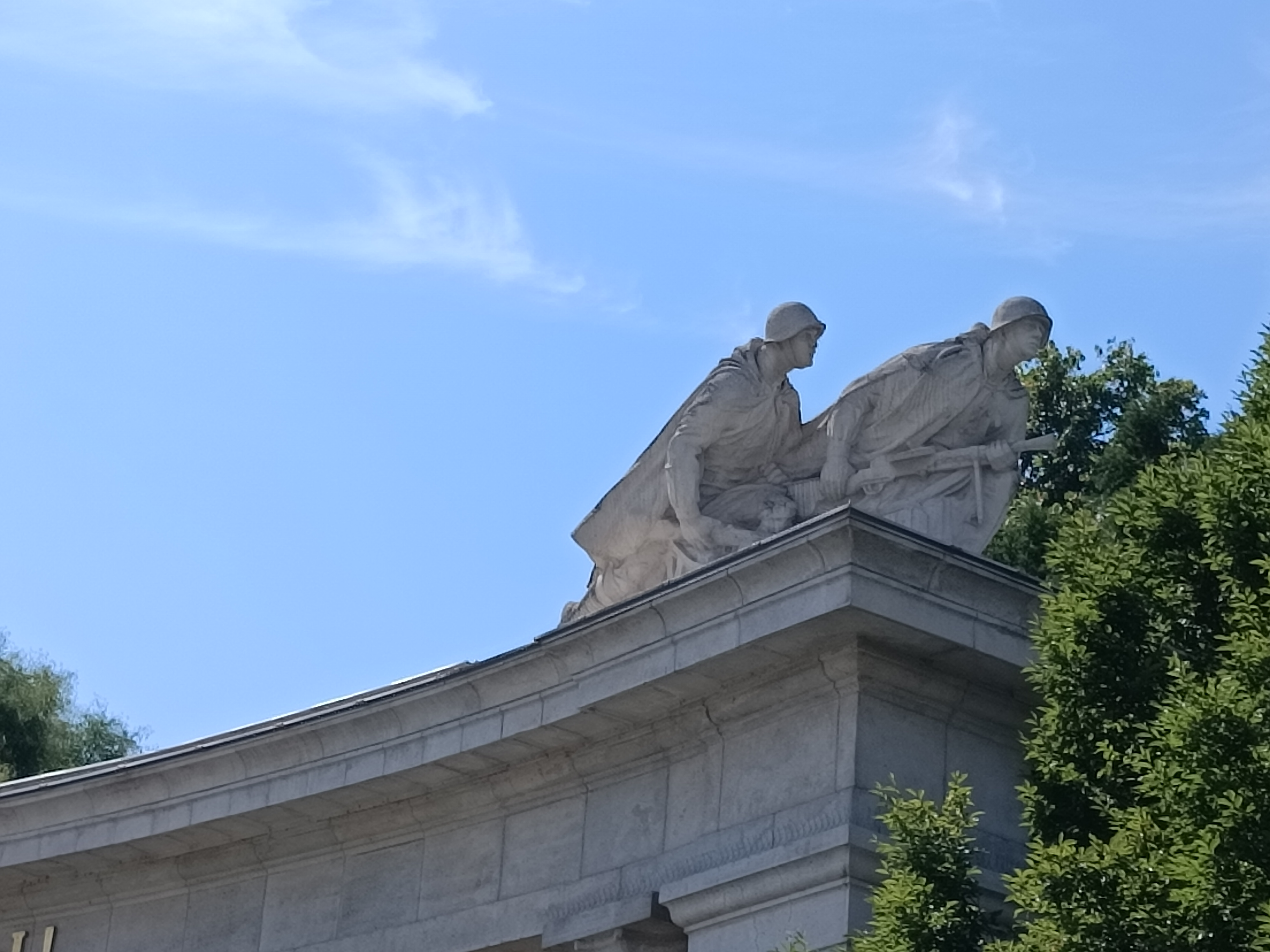
Statue sul lato destro del colonnato semicircolare
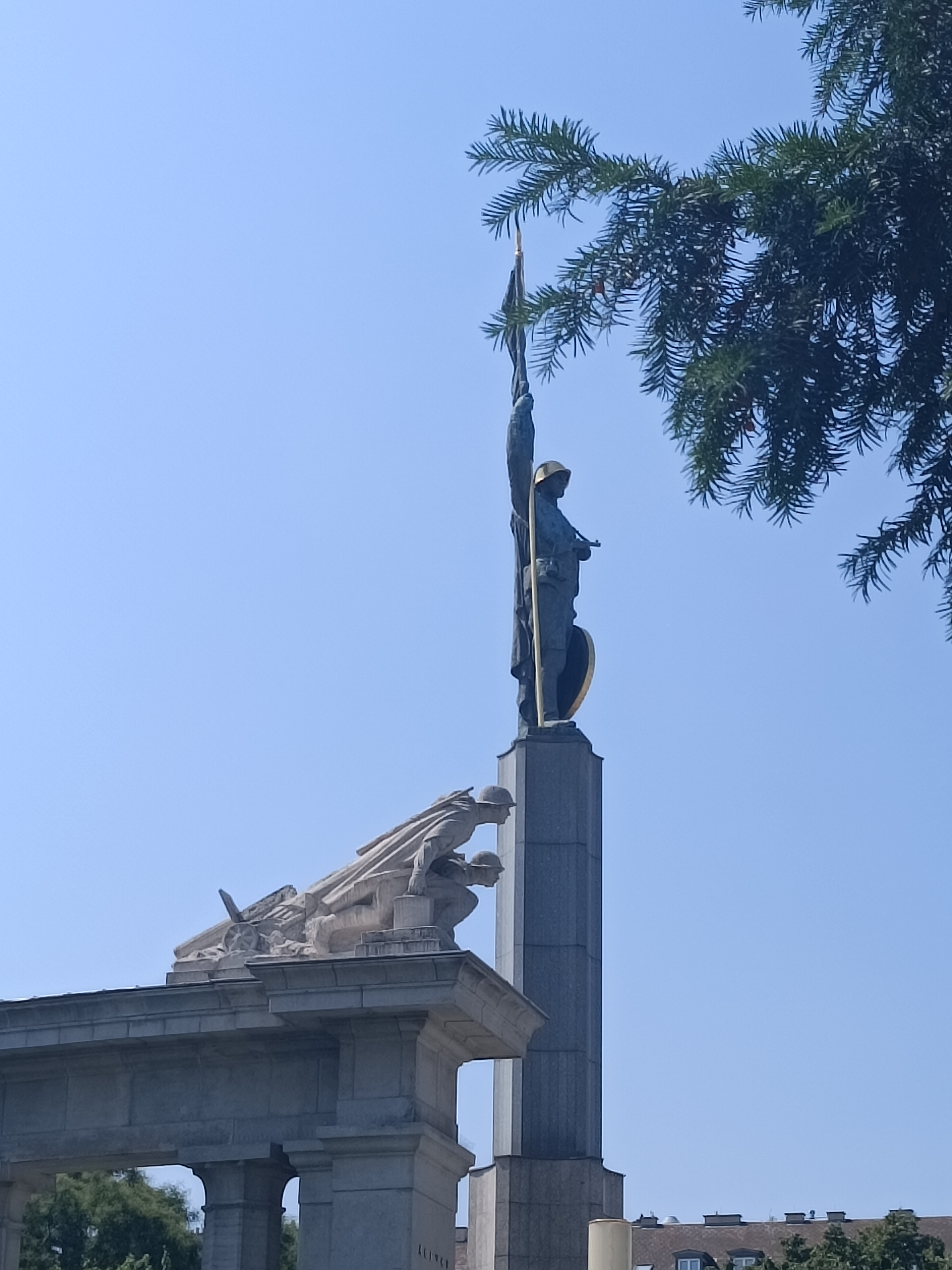
Immagine parziale vista dal Rennweg
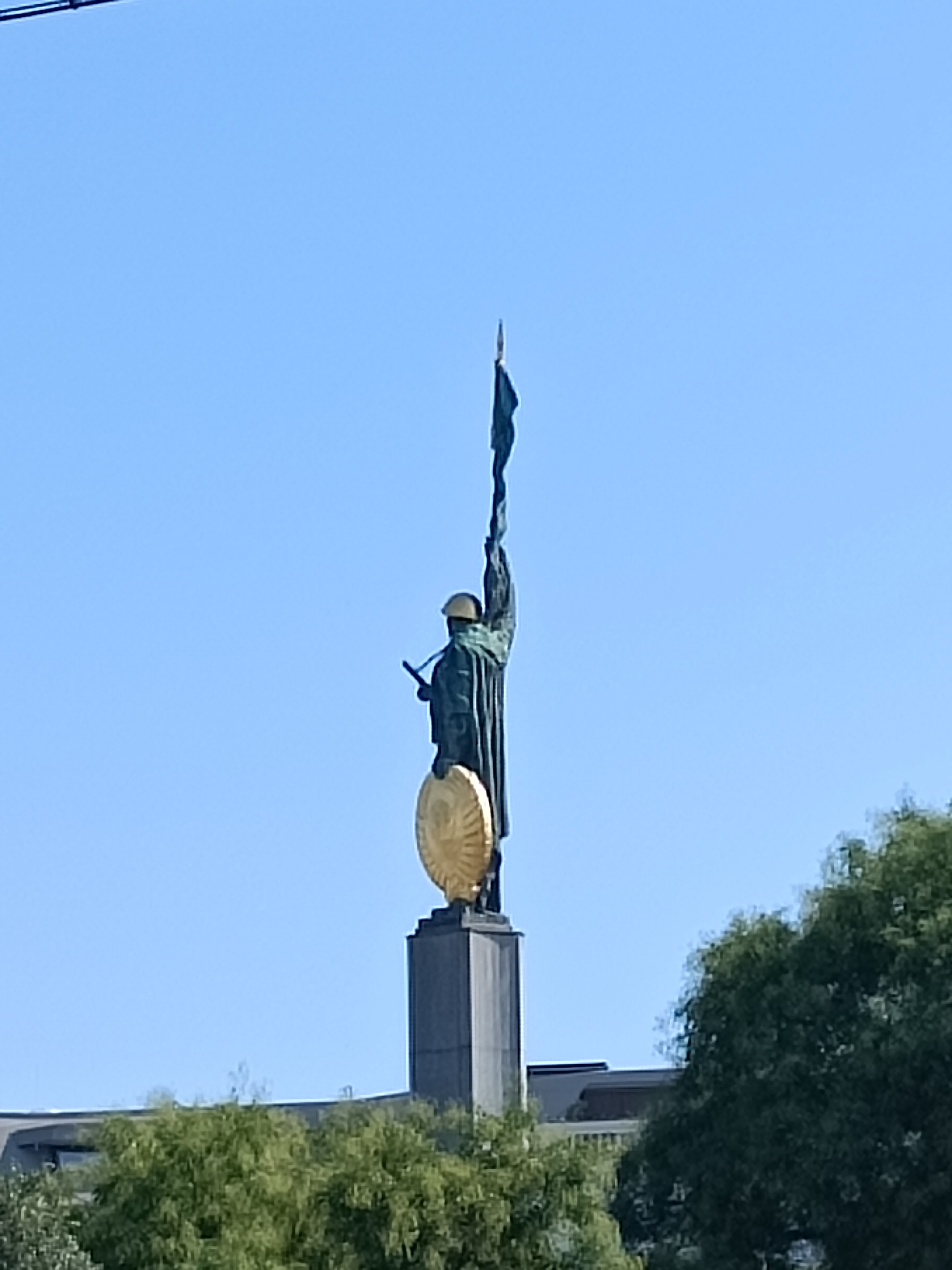
La statua del soldato sovietico vista da Prinzeugenstrasse
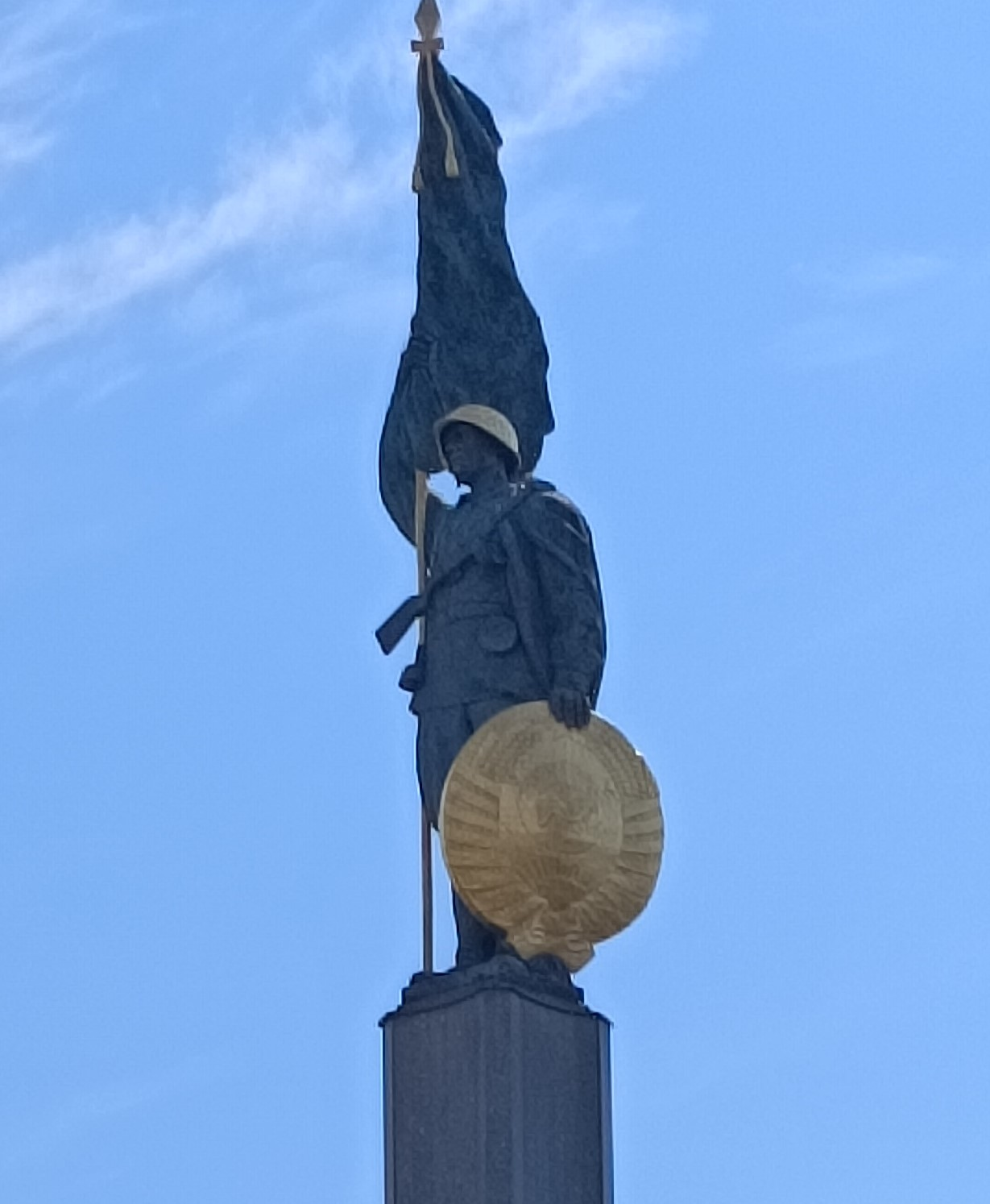
Statua del soldato sovietico armato di mitra PPŠ-41 in cima alla colonna centrale del memoriale
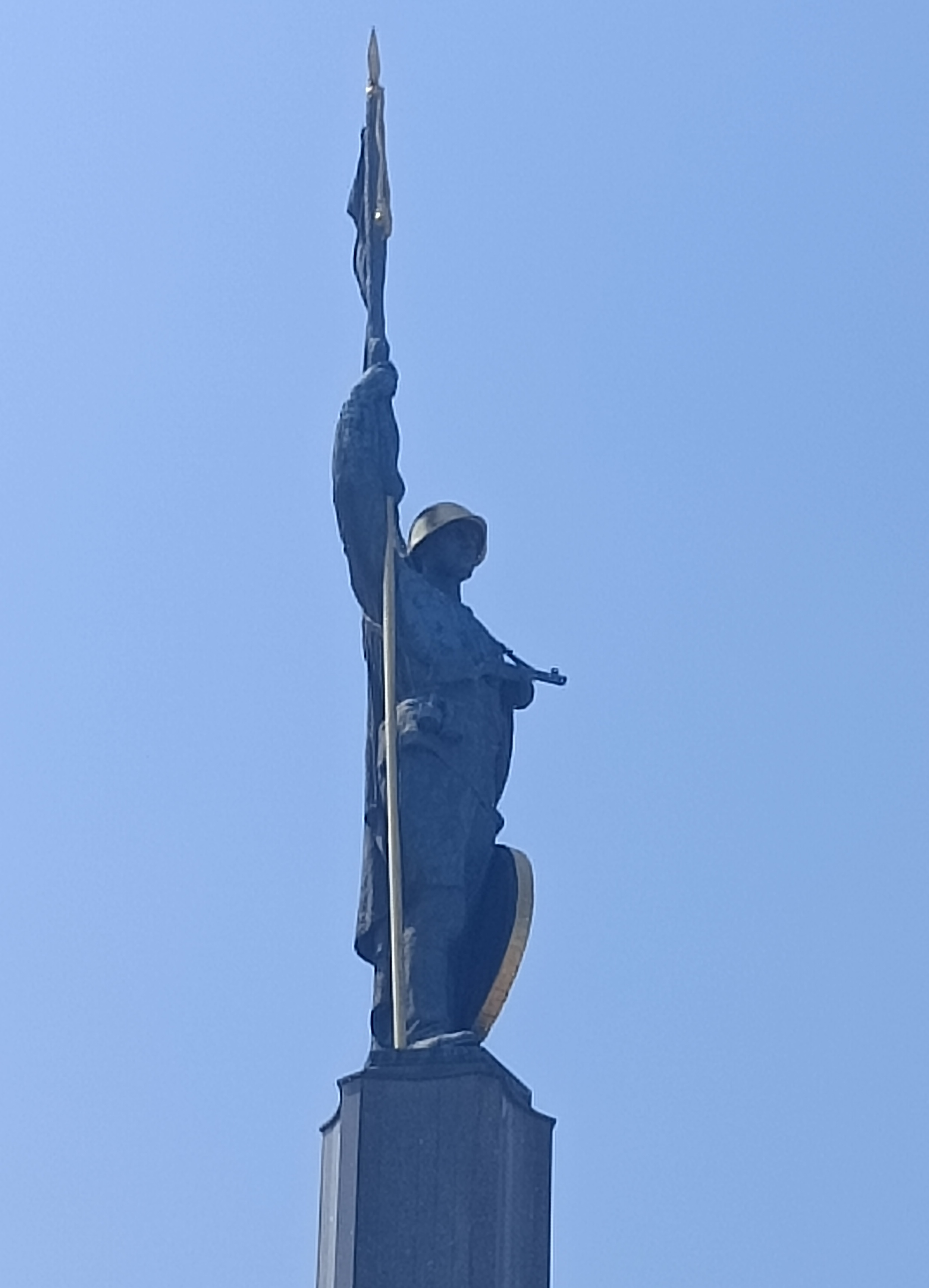
Immagine della statua del soldato sovietico vista dal Rennweg
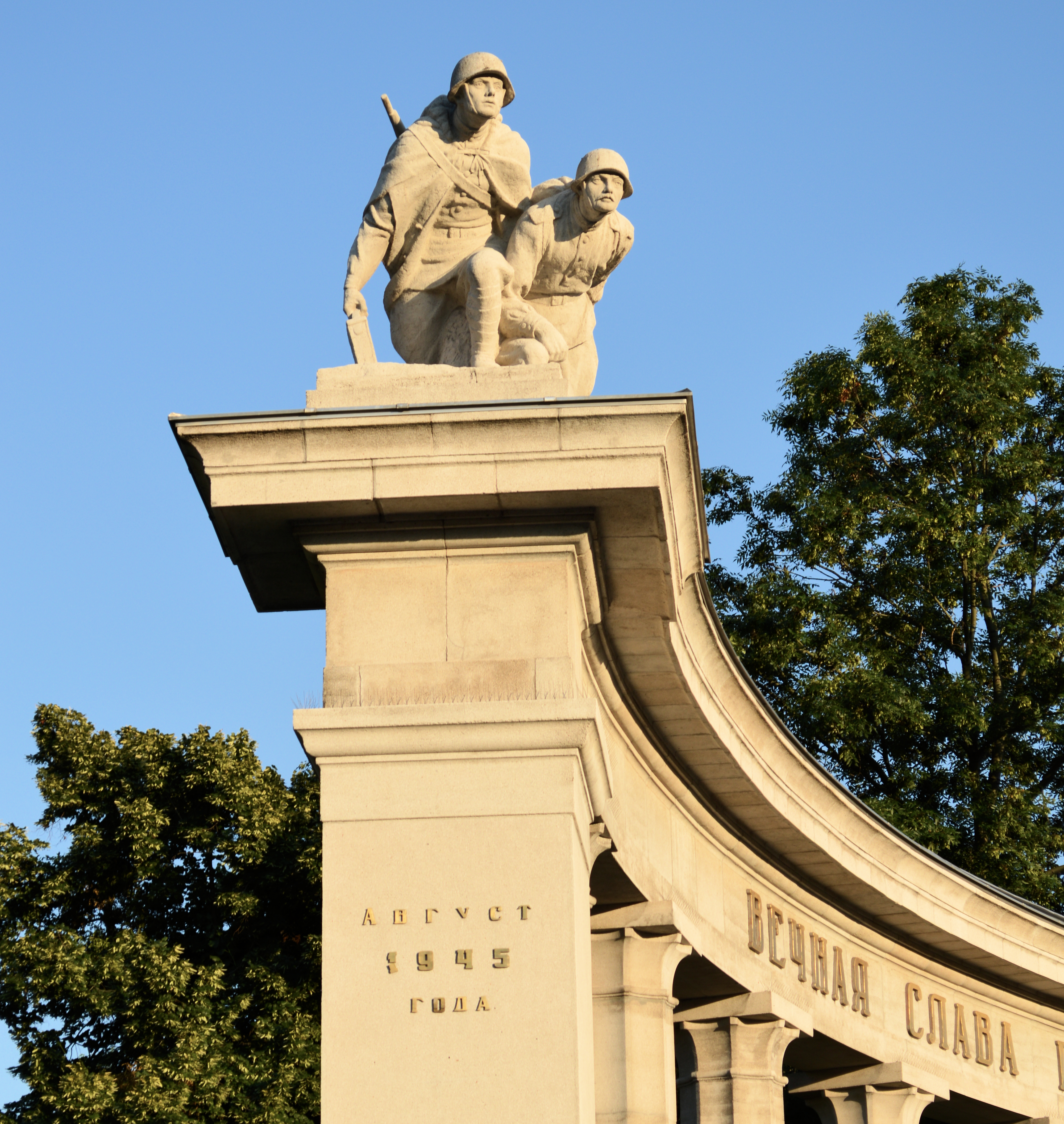
Statue sul colonnato semicircolare
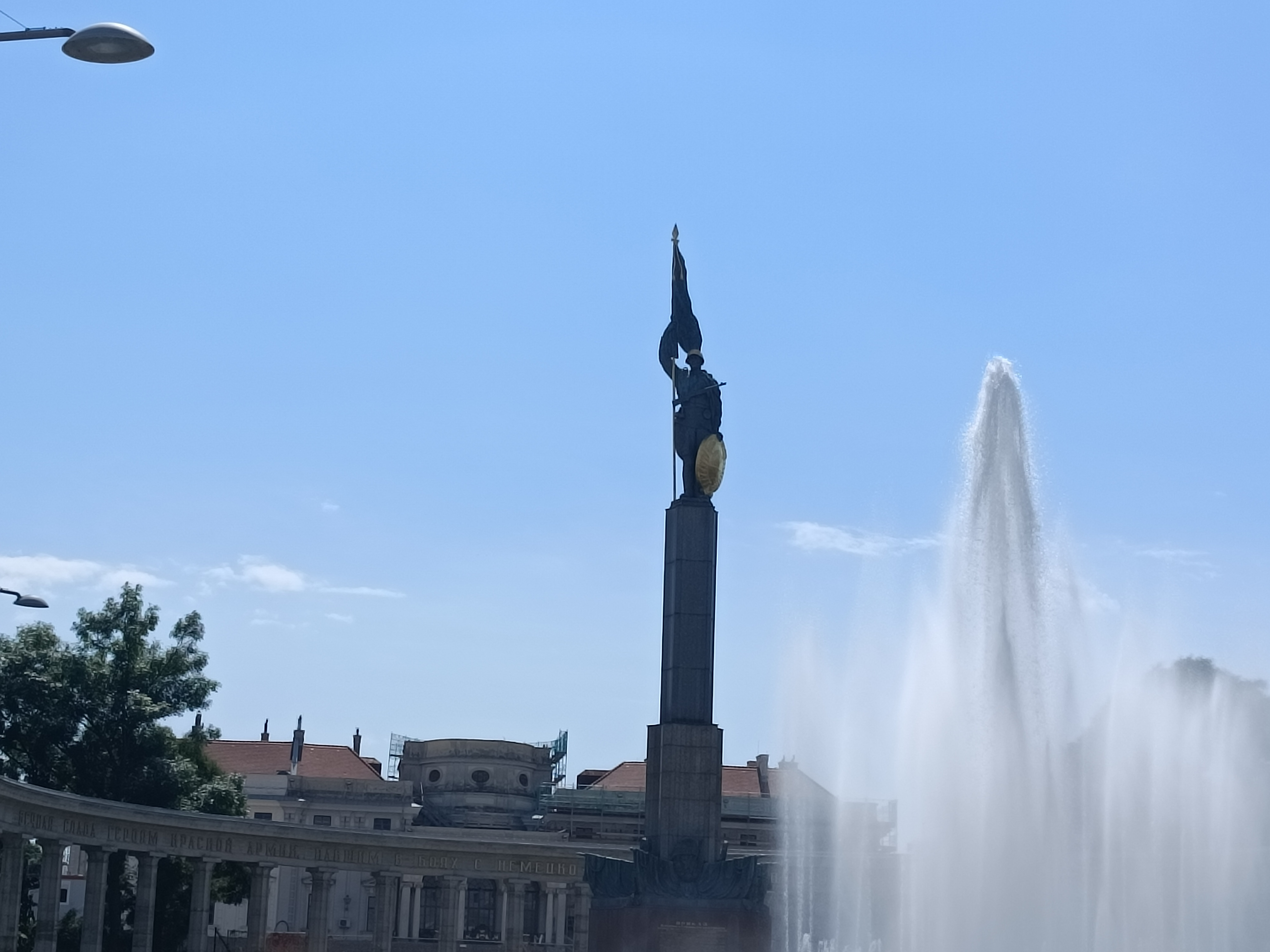
Visione parziale del memoriale e della fontana in piazza Schwarzenberg
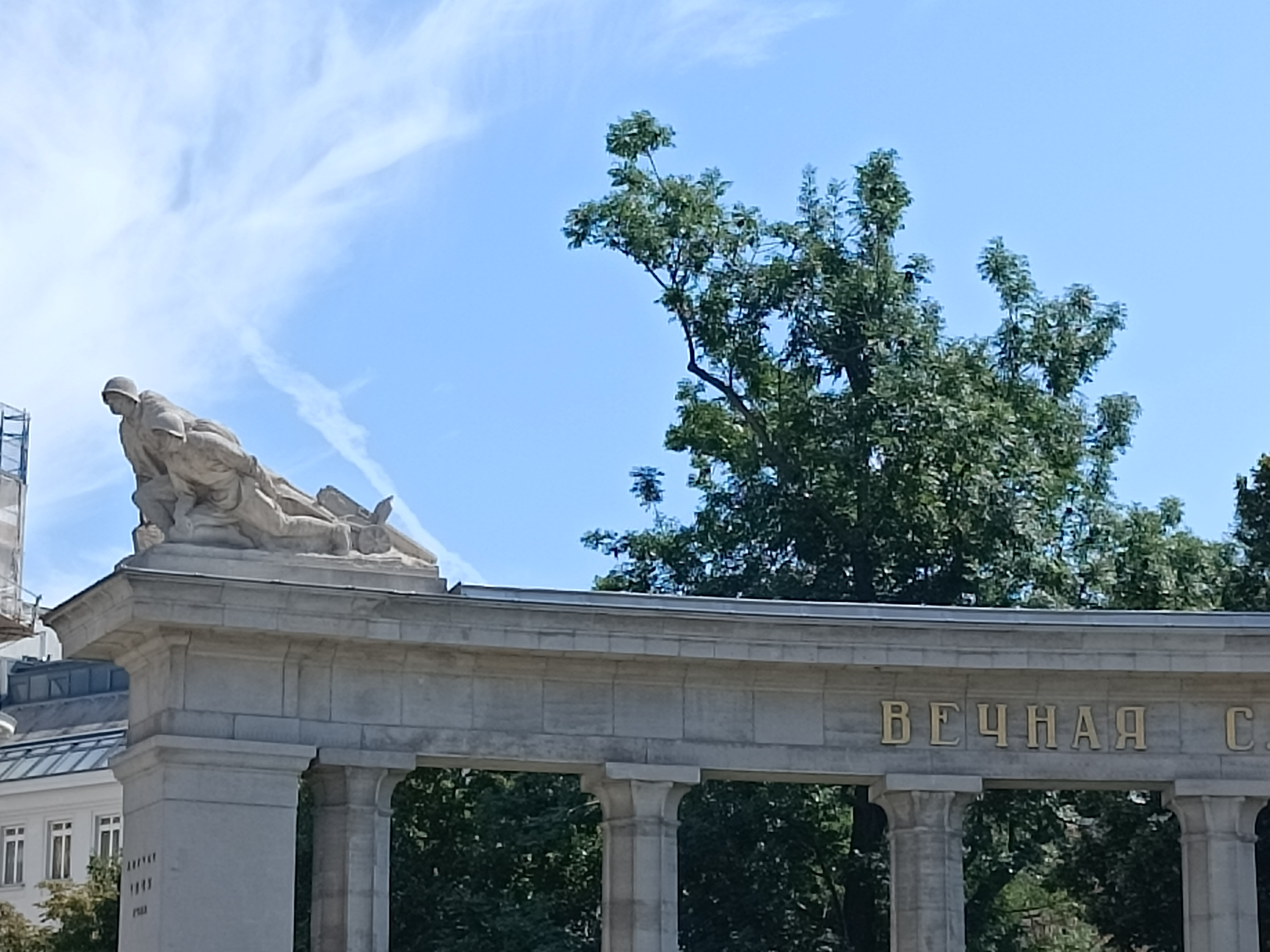
Statue sul colonnato semicircolare, viste da piazza Schwarzenberg